# Hrabovjanka
Hrabovjanka je park či lesopark v městském obvodu Hrabová statutárního města Ostrava. Nachází se jižně od haldy Hrabůvka u soutoku potoků Zyf a Ščučí v okolí zaniklého mlýna v Hrabové na levém břehu řeky Ostravice v nížině Ostravská pánev v Moravskoslezském kraji a na Moravě.

## Historie a popis parku
Nápad vybudovat Hrabovjanku vznikl počátkem roku 2017. Park byl slavnostně otevřen 29. června 2018 za účasti patronky parku - české zpěvačky Anety Lengerové a u této příležitosti byla také vysazena Hrabovjanská Lípa svobody. Realizátorky parku jsou Jana Batelková a Jana Václavíková. Na místě původně byla neudržovaná plocha a skládka. Výstavba parku byla financována z prostředků města Ostravy, obce Hrabová a daru firmy Brembo Czech s.r.o. Formou dobrovolných brigád se do výstavby zapojili také místní občané. Uprostřed parku je zasazen altán z živých vrbových stromů. V Hrabovjance je možno pozorovat kriticky ohrožený druh netopýra pobřežního a silně ohrožené druhy netopýra parkového a netopýra hvízdavého, pro které jsou v některých vzrostlých stromech upraveny dutiny. V parku jsou také umístěny informační tabule, lávky, ohniště, houpačky, vodní hra, edukativní prvky, dětská lanová dráha, dětské hřiště, povalové chodníky aj. O Hrabovjanku pečuje spolek Zelená Hrabová, z.s. Hrabovjankou také prochází také naučná stezka hrabovského rodáka, básníka a spisovatele Viléma Závady. Místo je celoročně volně přístupné.